# Die Stadtkrone
Die Stadtkrone ist der Titel einer 1919 veröffentlichten bebilderten Abhandlung des Architekten und Städteplaners Bruno Taut, in der er seine Vorstellung von der idealen Stadt und der idealen Form menschlichen Zusammenlebens darlegt.

## Geschichte
Die Abhandlung ist Teil des von Taut herausgegebenen, titelgleichen Buches (Jena 1919), in dem auch Aufsätze von Paul Scheerbart, Erich Baron und Adolf Behne veröffentlicht wurden. Bruno Taut, selbst Pazifist, schrieb die Abhandlung unter dem Eindruck des Elends und der Grausamkeit des Ersten Weltkriegs.
Das Buch erschien im Neudruck im Verlag Gebr. Mann, Berlin 2002.

## Inhalt
In einem ersten Teil, mit Architektur überschrieben, bestimmt Taut die Aufgaben der Architektur und der Architekten. Er wendet sich gegen einen architektonischen Funktionalismus, gegen das Erfüllen nur praktischer Bedürfnisse und die Funktion als Selbstzweck. Architektur reiche über dieses Maß hinaus, es gehe „um den Einklang mit einem höheren Zweck als dem der bloßen Notdurft“.
Architektur wie jede künstlerische Tätigkeit müsse „im inneren seelischen Leben“ des Volkes, „im ganzen Sein des Menschen“, einem anschauungshaften Kern wurzeln. Die Aufgabe des Architekten bestehe darin, diesen Schatz zu heben. Das Mittel hierzu ist nach Taut die Intuition, die Einfühlung.
Die Alte Stadt des europäischen Mittelalters, aber auch in Asien, sei solch ein Abbild des inneren Denkens der Menschen gewesen. Zentrum dieser Gedankenwelt und auch der Stadt selbst sei das Kirchengebäude oder die Kathedrale gewesen, die Taut Stadtkrone nennt. Dieser gewachsene Organismus sei mit Anbruch der Moderne zersplittert und zerstört worden, sei in ein Durcheinander und Chaos übergegangen. Dies habe auch zu einer „Verwahrlosung aller grundlegenden Begriffe über das Bauen“ geführt.
Taut entwickelt dann unter Rückgriff auf das Idealbild der Alten Stadt das Modell einer Neuen Stadt. „Die Legitimation des wahrhaft Neuen [erfolgt bei Taut]  durch Verweisung auf das ewig Gültige und Unveränderliche […].“ Tauts Neue Stadt soll so beschaffen sein, dass wir in ihr nicht bloß sicher und gesund, sondern auch glücklich wohnen können. Aber „Bequemlichkeit, Behaglichkeit und Nettheit“, so wichtig dies auch sei, könne „doch wohl nicht alles sein“.
In der Neuen Stadt soll ein neuer Glaube herrschen, nachdem die alten religiösen Bekenntnisse ihre Kraft verloren haben. Dieser neue Glaube ist nach Taut der soziale Gedanke, der den Menschen „über das Zeitliche hinaushebt“. Dieser soll in einem zentralen Bauwerk kristallisiert und verklärt werden, in der Stadtkrone. Sie tritt an die Stelle der Kathedrale in der Alten Stadt, sie erfüllt die Neue Stadt mit sakralem Glanz. Sie ist „symbolischer Ausdruck der Erfüllung“ der „sozial gerichteten Hoffnungen des Volkes“.
Von einem großen Gebäudekomplex in der Mitte der Stadt, der Theater und die Volkshäuser, daneben auch noch Bibliothek und Museum, beherbergt, soll das intellektuelle und kulturelle Leben der Stadt ausgehen. Dieses Baumassiv ist Sockel für ein höchstes Bauwerk, die Stadtkrone, ein Kristallhaus aus Glas, getragen von einer Eisenbeton-Konstruktion. Es thront als reine Architektur vom Zweck losgelöst über dem Ganzen. Es „enthält nichts als einen wunderschönen Raum“. Dessen künstlerische Gestaltung soll „alle innigen und alle großen Empfindungen“ und „kosmische überirdische Gedanken“ in den Menschen wecken.
Whyte merkt hierzu kritisch an, im Vorgehen Tauts sei „eine schwärmerische Verklärung von Vergangenheit und Zukunft zugleich“ zu erkennen. Seine Vorstellung bestehe im Gleichklang einer einigen, organischen Gesellschaft, einer ‚Gemeinschaft‘, einer Einheit von ‚Geist‘ und ‚Volk‘, von Sakralem und Profanem, die Taut sowohl in der Alten Stadt zu erkennen meine als auch in der Neuen Stadt zu verwirklichen trachte. Nach Whyte ist schon zweifelhaft, ob diese organische Einheit überhaupt in der mittelalterlichen oder in der orientalischen Gesellschaft so vorhanden war. Diese scheinbare Einheit in der mittelalterlichen Stadt mit der Kathedrale im Zentrum sei „keine Verschmelzung verwandter Elemente, sondern ein Einklang von unterschiedlichen, sich gleichwohl ergänzenden Teilen“ gewesen. Sie „durchdrangen und erfüllten sich also gegenseitig und schufen ein beiden gleichermaßen förderliches Milieu und Maß.“
Indes ist Taut zuzugestehen, dass er selbst am Ende seiner Abhandlung ausführt, dass die von ihm „entwickelten architektonischen Formen […] natürlich nur summarisch zu nehmen“ seien. Es gehe darum, „das Suchen in dieser Richtung anzuregen“, wobei die „endgültige Lösung vieltausendfältige Möglichkeiten in sich schließt“. Das ändert aber nichts daran, dass Tauts Ziel – mit den Worten Whytes – eine einige, organische Gesellschaft, eine ‚Gemeinschaft‘, war. Ein Blick auf die Zeichnungen Tauts von seiner Idealstadt, der Neuen Stadt, offenbart unverkennbar, dass diese eher streng gegliedert, einem durchgehenden Ordnungsprinzip unterworfen und damit auch hierarchisch zwischen ‚Hoch‘ und ‚Niedrig‘ unterschieden war.

### Zitate
„Es muss auch heute wie beim alten Stadtbilde sein, dass das Höchste, die Krone, sich im religiösen Bauwerk verkörpert. Das Gotteshaus bleibt wohl für alle Zeiten der Bau, zu dem wir immer hinstreben, der unser tiefstes Gefühl den Menschen und der Welt gegenüber tragen kann.“

„Es ist nicht denkbar, daß Millionen von Menschen, ganz dem Materialismus verfallen, dahinleben, ohne zu wissen, wofür sie da sind. Es muss etwas in jedes Menschen Brust leben, das ihn über das Zeitliche hinaushebt und das ihn die Gemeinschaft mit seiner Mitwelt, seiner Nation, allen Menschen und der ganzen Welt fühlen läßt. Wo liegt das? Zerfließt das auch so oder ist etwas, etwas Neues in alle Menschen hineingeflossen und wartet auf seine Auferstehung, auf seine strahlende Verklärung und Kristallisierung in herrlichen Bauwerken? […] Es gibt ein Wort, dem arm und reich folgt, das überall nachklingt und das gleichsam ein Christentum in neuer Form verheißt: der soziale Gedanke. Das Gefühl, irgendwie an dem Wohl der Menschheit mithelfen zu müssen, irgendwie für sich und damit auch für andere sein Seelenheil zu erringen und sich eins, solidarisch mit allen Menschen zu fühlen, – es lebt, wenigstens schlummert es in allen.“

„Der Architekt muss sich auf seinen hohen, priesterhaften, göttlichen Beruf besinnen und den Schatz zu heben suchen, der in der Tiefe des Menschengemüts ruht. In voller Selbstentäußerung vertiefe er sich in die Seele des Volksganzen und finde sich und seinen hohen Beruf, indem er, als Ziel wenigstens, einen Materie gewordenen Ausdruck für das gibt, was in jedem Menschen schlummert.“

„So stuft sich das Ganze [die Neue Stadt] von oben nach unten herab, ähnlich wie sich die Menschen in ihren Neigungen und ihrer Veranlagung staffeln. Die Architektur wird kristallisiertes Abbild der Menschenschichtung. Alles ist für alle zugänglich; jeder geht dahin, wohin es ihn zieht. Es gibt keine Konflikte, weil sich immer die Gleichgestimmten finden.“

„‚Das Licht will durch das ganze All und ist lebendig im Kristalle‘. Aus der Unendlichkeit kommend fängt es sich in der höchsten Spitze der Stadt, bricht sich und leuchtet auf in den farbigen Tafeln, Kanten, Flächen und Wölbungen des Kristallhauses. Dies soll Träger eines kosmischen Empfindens werden, einer Religiösität, die nur ehrfürchtig schweigen kann.“